# St. Nikolaus in Bălinești

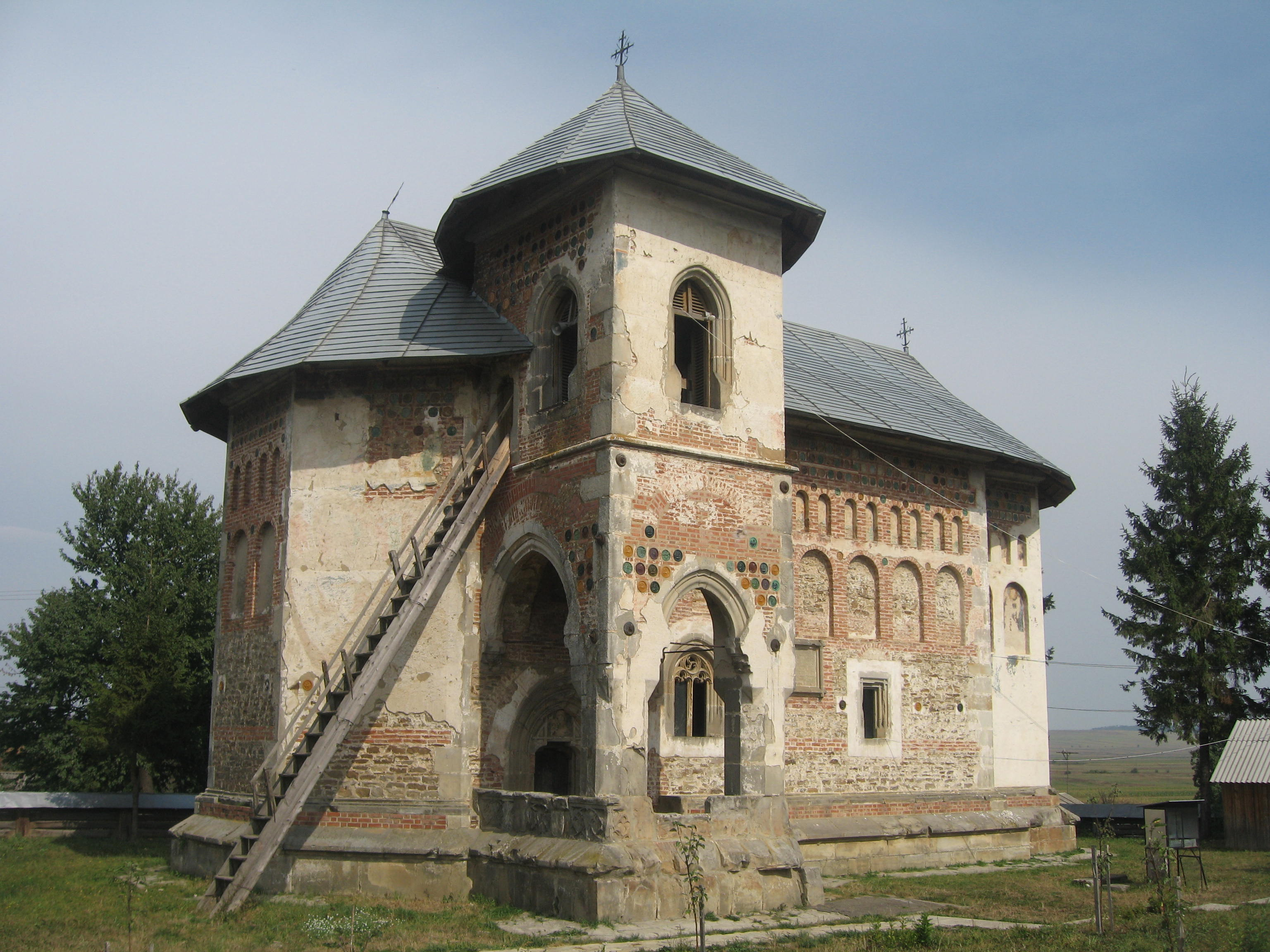
Ansicht der Kirche

Die Kirche das Heiligen Nikolaus in Bălinești (rumänisch Biserica Sfântul Nicolae din Bălinești) ist eine im Jahr 1493 errichtete Kirche im Umfeld der rumänischen Moldauklöster. Sie ist als Denkmal unter der Nummer SV-II-m-B-05493 eingetragen.
Die Kirche geht auf eine Stiftung des Kanzlers (Logotheten) von Stefan dem Großen, Ioan Tăutu, zurück. Sie ist rechteckig mit einer Vorhalle mit einem sternförmigen Rippengewölbe und einem Turmgeschoss und besitzt zwei gotische Portale. Sie besitzt eine bedeutende, fast vollständig erhaltene Ausmalung aus der Zeit um 1504 im Inneren, insbesondere in der Altarapsis (in der Kuppel hl. Maria verehrt von den Erzengeln), im Naos unter reichlicher Verwendung von Gold (Zyklen der Hl. Maria, der königlichen Feiertage, der Fortführung der Passion Christi und der heiligen Soldaten und Mönche sowie u. a. Votivbild der Familie von Ioan Tăutu) und an der West- (Hl. Procopie) und Ostwand des Pronaos, dessen Westseite polygonal ist.

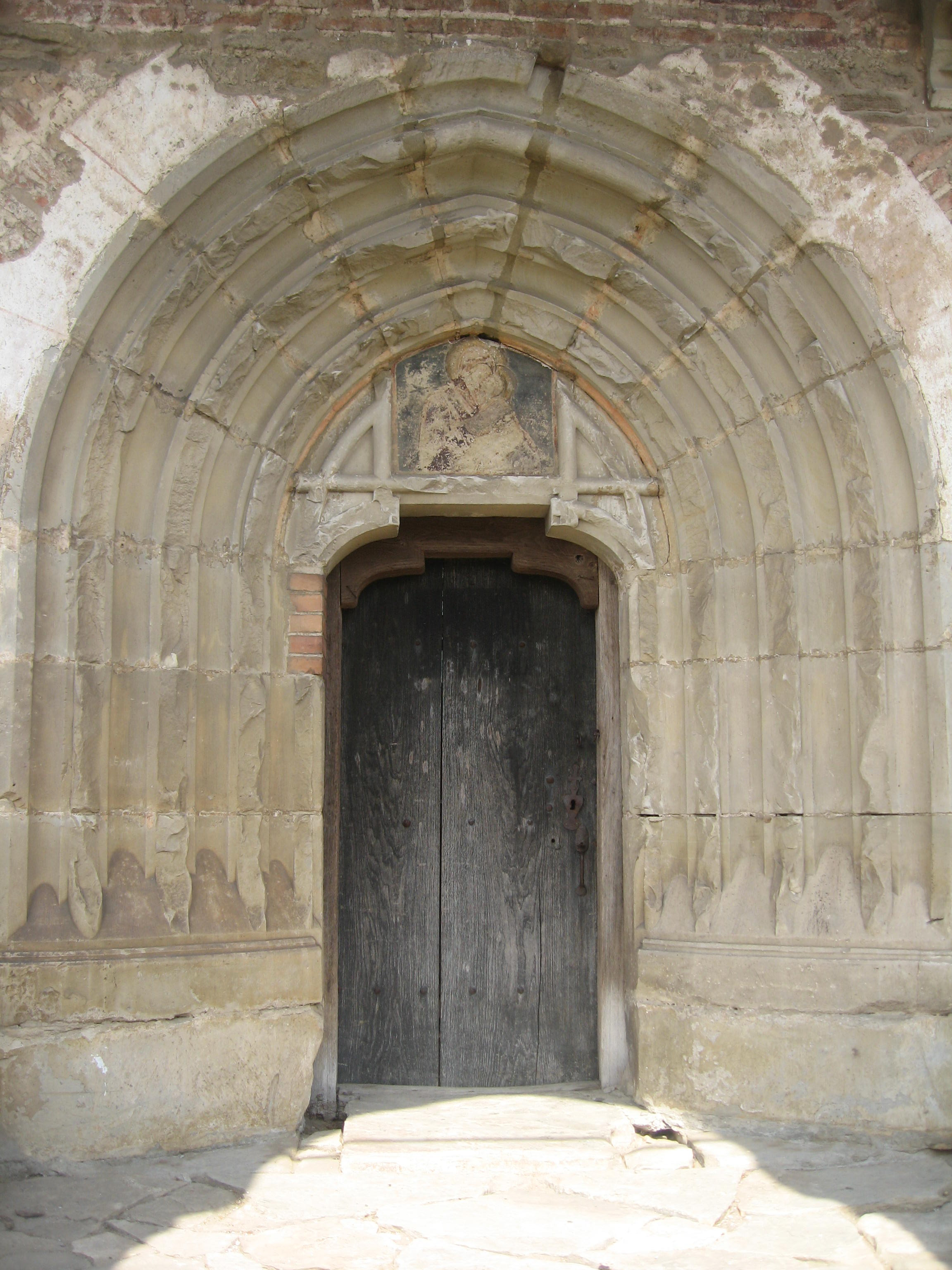
Portal
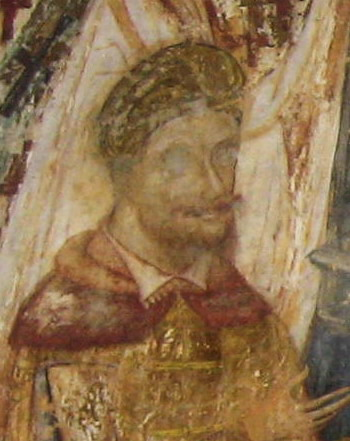
Stifterbild des Ioan Tăutu
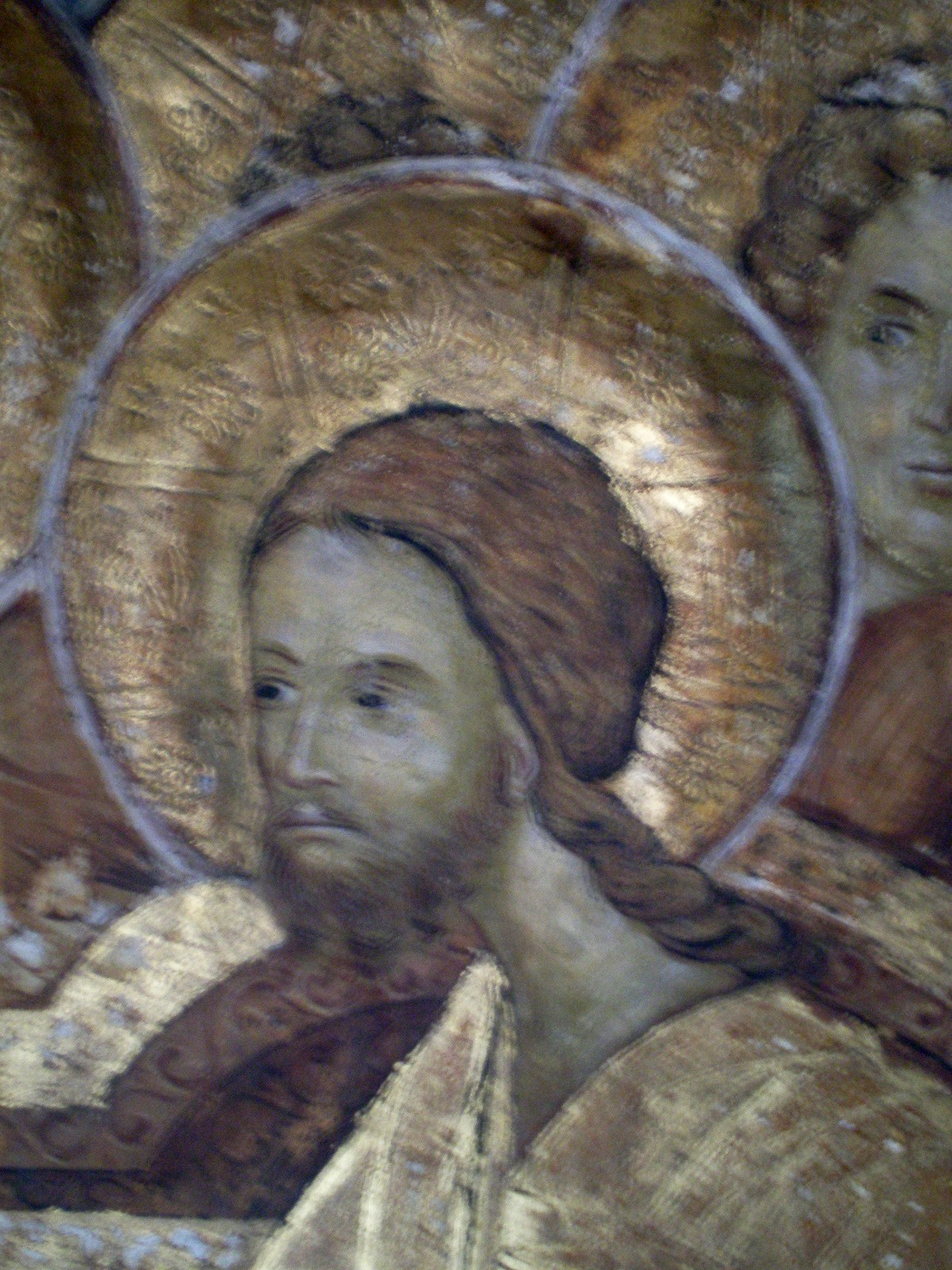
Votivbild der Familie des Ioan Tăutu (Ausschnitt)